# Gradmåling
Gradmåling er en geodætisk metode til bestemmelse af jordklodens størrelse og form, til brug ved fremstilling af landkort. Både de gamle grækere og senere Mellemøstens arabere foretog gradmålinger, men det var først med indførelsen af triangulation og måleinstrumenter med kikkertsigte i Europa i 1600-tallet, at målingerne blev rimeligt præcise. I løbet af 1700-tallet efterviste man ved gradmålinger, at jorden ikke er perfekt kugleformet, men fladtrykt ved polerne, som en omdrejningsellipsoide. I slutningen af 1800-tallet måtte også denne forestilling opgives, og i dag ved man, at jordens form, geoiden, kan sammenlignes med en bulet appelsin, hvor afstanden fra havniveau til jordens centrum kan variere med op mod 200 m.
Gradmåling er i dag afløst af opmåling vha. satellitter, men udgjorde frem til midten af 1900-tallet et vigtigt grundlag for topografisk opmåling og kortlægning af jordens overflade.

## Teori
Gradmåling beskæftiger sig kun jordens geometriske grundform og ikke med ujævnheder på dens overflade, såsom bjerge, dale og havbundens dybdeforhold. Hvis Jorden antages at være kugleformet, kan dens radius beregnes ved at måle afstanden mellem to vilkårlige punkter på jordoverfladen og samtidig ved astronomiske målinger bestemme vinklen mellem de samme to punkter og jordens centrum. Navnet gradmåling hentyder til, at en kugles størrelse er fastlagt, når man kender længden af en storcirkelbue på 1°.
Hvis to punkter ligger på samme meridian, eller længdegrad, dvs. stik nord og syd for hinanden, er vinklen mellem dem lig med breddeforskellen mellem de to punkter. Hvis jorden antages at have form som en omdrejningsellipsoide, kan dennes akser bestemmes, hvis man måler længden af to nord-syd orienterede storcirkelbuer, såkaldte meridianbuer, på (meget) forskellige breddegrader, idet man derved kan fastlægge ellipsoidens storakse a og lilleakse b, og dermed fladtrykningen f:
{\displaystyle f={\frac {a-b}{a}}}
De nugældende værdier for ellipsoiden er a=6.378.136,6 m og f=1/298,257222

## Historie

### Oldtiden
Grækerne var formentlig ikke de første til at opfatte jordkloden som kugleformet, men det var grækeren Eratosthenes, som ca. 220 f.Kr. ud fra den antagelse foretog den første bestemmelse af jordklodens størrelse. Han målte middagssolens højde over horisonten ved de to egyptiske byer Syene (i dag Aswan) og Alexandria. Han anslog afstanden mellem de to byer til 5.000 egyptiske stadier, svarende til ca. 925 km, og fik herved en afstand fra ækvator til pol, den såkaldte meridiankvadrant, på ca. 11.560 km. Senere udførte en anden græker en gradmåling mellem Alexandria og Rhodos, som førte til en værdi på ca. 11.000 km.
I tiden efter Kristi fødsel flyttede fokus for astronomi og matematik til den arabiske verden, og omkring år 827 udførtes på flodsletterne ved Bagdad den første egentlige gradmåling, mellem to punkter med 2 breddegraders afstand, hvor både den astronomiske vinkel og afstanden på landjorden blev målt. Dette gav en meridiankvadrant på 20,4 millioner arabiske alen, svarende til 11.016 km.

### Nyere tid
I de følgende 700 år foretoges der så vidt vides ingen nye gradmålinger, førend den franske læge Jean Fernel (1497-1558) i 1525 målte afstanden mellem Paris og Amiens ved at tælle antallet af omdrejninger på et vognhjul. Han nåede herved frem til en værdi for meridiankvadranten på 10.011 km, en værdi tæt på den nugældende på 10.001,97 km, som dog formentlig skyldtes tilfældigheder.
Når man skulle måle så lange afstande langs jordoverfladen med den nøjagtighed som krævedes til gradmåling, blev resultatet nemt fejlbehæftet, og det var derfor et epokegørende fremskridt, da hollænderen Willebrord Snellius (1580-1626) i 1615 udviklede en ny metode til afstandsmåling. Ud fra en præcis længdemåling af en basislinie på få kilometers længde og en række af trekanter i tilslutning hertil, hvis sidelængder han målte vha. triangulation, målte han de ca. 107 km mellem byerne Alkmaar og Bergen op Zoom med hidtil ukendt præcision. I 1669 påbegyndte Jean Picard på foranledning af Det franske Akademi en ny gradmåling af de ca. 115 km mellem Paris og Amiens, som ligger på næsten samme længdegrad. Her anvendtes for første gang i større stil nye måleinstrumenter som kikkert med trådkors, nøjagtige ure og vinkelmålere med libelle, og Picards værdi for meridiankvadranten blev på 10.009 km.

### Jordens fladtrykning
Isaac Newton viste i sin Principia fra 1687 hvordan en roterende kugle, såsom jordkloden, pga. tyngdekraften vil blive lidt fladtrykt ved polerne. Denne teori blev eftervist ved pendulmålinger udført på forskellige breddegrader, idet man fandt, at et pendul svinger langsommere, har længere periode, jo tættere man er på ækvator. Da et penduls periode bliver kortere med voksende tyngdekraft, må tyngdekraften vokse mod polerne, som derfor må befinde sig tættere på jordens centrum end ækvator.
Franskmændene var på den tid førende mht. præcisionsmålinger, og da Picards målinger, sammen med andre franske, blev publiceret i 1720, tydede målingerne på, at jorden ikke var fladtrykt ved polerne, men snarere tilspidset, som en citron. Man erkendte dog, at det ikke inden for Frankrigs grænser var muligt at måle fladtrykningen tilstrækkeligt nøjagtigt, og der udsendtes derfor franske ekspeditioner, dels i 1735 til Peru, tæt på ækvator, dels i 1736 til Lapland, for at måle meridianbuer. Sammenholdt med en revision af den franske bue viste de nye målinger, at jorden med sikkerhed var fladtrykt ved polerne, og fladtrykningen bestemtes til 1:304.
Som en del af bestræbelserne for at indføre metersystemet, hvis enhed er defineret som en timilliontedel af meridiankvadranten, altså afstanden fra ækvator til nordpolen, udførte de franske astronomer Jean-Baptiste Delambre (1749-1822) og Pierre Méchain (1744-1804) i årene 1792-1798 en gradmåling over 9,5° fra Dunkerque til Barcelona, hvor fladtrykningen bestemtes til 1:334. Her anvendte man en forbedret vinkelmåler, en såkaldt bordakreds, udviklet af den franske fysiker Jean-Charles de Borda (1733-1799).
I andre europæiske lande gik man nu også i gang med at udføre gradmålinger. Meridianbuen fra Dunkerque til Barcelona forlængedes videre mod syd gennem Spanien og sattes mod nord i forbindelse med en britisk bue, som nåede helt til Shetlandsøerne. En østeuropæisk bue, Struves meridianbue, strakte sig fra Fuglenes i Norge til Staro-Nekrassowka på den ukrainske sortehavskyst. I Østpreussen opmålte Friedrich Bessel i 1830-erne en meridianbue, som blev forbundet med Struves russiske bue. I Indien målte briterne meget lange meridianbuer, mens den danske bue mellem Lauenburg og Skagen, påbegyndt i 1816 af Den danske Gradmaaling, var mere beskeden. Den danske bue forlængedes i 1821 til Hannover af den tyske geodæt Carl Gauss, som også opfandt heliotropen, et instrument som vha. spejle gjorde det muligt at lave triangulationer over større afstande end hidtil. Gauss udviklede også den såkaldte mindste kvadraters metode, som vha. statistisk bearbejdning af de mange gradmålingsdata gjorde resultaterne mere nøjagtige.
Efterhånden gik man fra at udregne triangulationerne i plangeometri til at opfatte trekanterne som sfæriske, dvs. liggende på en kugleskal, og den hertil hørende sfæriske trigonometri blev i 1800-tallets sidste halvdel færdigudviklet af den engelske matematiker Isaac Todhunter (1820-1884). Endnu mere nøjagtige blev beregningerne, da den tyske geodæt Friedrich Robert Helmert (1843-1917) lidt senere udviklede matematikken bag ellipsoidens geodæsi. Det var ham som grundlagde den moderne geodæsi gennem en række banebrydende afhandlinger om ellipsoider, geoider, usikkerhedsbestemmelser og jordens tyngdefelt.

### Geoiden
Den form af jordkloden, som man ved gradmålinger søgte at finde, er den som verdenshavenes overflader ville danne, hvis ikke de var påvirkede af tidevand, vind og strøm, men kun af tyngdekraften. Så ville i ethvert punkt vandoverfladen stå vinkelret (vandret) på tyngdekraftens retning (lodret, retningen mod jordens centrum). Denne 'vandoverflade' fortsætter ind under kontinenterne, hvor den ville kunne observeres, hvis man gravede imaginære, smalle kanaler ned til havniveau. Og det var denne overflade man fra slutningen af 1600-tallet til et stykke ind i 1800-tallet mente havde form som en omdrejningsellipsoide.
Omkring midten af 1800-tallet var der efterhånden tilvejebragt en stor mængde gradmålingsdata fra mange forskellige steder, og vha. Gauss' mindste kvadraters metode søgte man at eliminere målefejlene, så dimensionerne for den præcise omdrejningsellipsoide kunne fastlægges. Således udregnede Bessel i 1841 på grundlag af data fra ti forskellige meridianbuer størrelsen af den hidtil mest nøjagtige omdrejningsellipsoide, Bessels sfæroide, som blev brugt som reference-ellipsoide ved kortfremstilling helt op i det 20. århundrede. Her er meridiankvadranten 10.000,856 m, mens fladtrykningen er 1:299.
Det viste sig imidlertid, at afvigelser i visse af målingerne ikke kunne forklares ved målefejl, men måtte skyldes, at jordens form eller 'vandoverflade' visse steder havde forhøjninger og andre steder fordybninger i forhold til den perfekte ellipsoide. Denne form kaldes geoiden, og da den ikke kan beskrives vha. simpel matematik, stod geodæterne pludselig over for en langt større opgave end de havde troet: det var nu ikke nok at måle meridianbuer på forskellige breddegrader, man måtte i princippet foretage gradmålinger i et forholdsvis tæt net, såvel nord-syd som øst-vest, overalt på jordkloden for at fastlægge den uregelmæssige geoides form.
Geoidens uregelmæssige form komplicerer især gradmålingen i og med, at lodlinjens retning ikke overalt peger præcist mod jordens centrum, men fremviser lodafvigelser i både nord-syd og øst-vest retning, afhængig af hvor på geoiden man befinder sig. Dette havde allerede pendulmålinger af tyngdekraftens størrelse givet et fingerpeg om, idet disse ikke kun afhang af, på hvilken breddegrad, men også på hvilken længdegrad man foretog dem. Ved kortfremstilling behøves en reference-ellipsoide, og for at undgå at kortene bliver misvisende pga. geoidens uregelmæssige form blev det nødvendigt overalt i kortlægningsområdet at kende lodafvigelsen mellem geoiden og reference-ellipsoiden.
Her blev bestemmelse af tyngdekraftens størrelse vha. pendulmålinger et vigtigt redskab, i kombination med azimut-målinger, dvs. astronomiske bestemmelser af længdegraden. Som sagt viser det uforstyrrede havspejl geoidens form, og havspejlsnivellementer, dvs. målinger af havspejlets højde korrigeret for tidevand og vejr og vind, blev i slutningen af 1800-tallet også et vigtigt redskab til bestemmelse af geoidens form.

### Internationalt samarbejde
Allerede de franske gradmålinger i 1700-tallet havde vist, at bestemmelse af jordklodens form var en opgave som måtte foretages på tværs af landegrænser, men det var først i 1862, at man efter forslag fra den prøjsiske general Johann Jacob Baeyer (1794-1885) stiftede hvad skulle blive den første betydende internationale videnskabelige organisation, nemlig Die mitteleuropäische Gradmessung, i 1867 udvidet til Die europäische Gradmessung, og igen i 1886 omdøbt til Internationale Erdmessung, dog uden britisk deltagelse. Med hovedkvarter i Berlin og fra 1884 i Potsdam tog denne institution sig af at koordinere de europæiske og senere også andre landes gradmålinger, idet hvert land fortsat finansierede og udførte sine egne målinger. Friedrich Helmert var gennem en årrække præsident for Internationale Erdmessung. Efter det tyske nederlag i Første Verdenskrig omorganiseredes Internationale Erdmessung og samledes i Bruxelles med tilsvarende internationale geofysiske organisationer i International Union of Geodesy and Geophysics (IUGG), siden 1930 under navnet International Association of Geodesy (IAG).

### Reference-ellipsoider
I første halvdel af 1800-tallet var gradmåling stadig et nationalt anliggende, og hvert land oprettede sit eget geodætiske datum, som brugtes som grundlag for kortfremstilling. Dette førte til uoverensstemmelser ved landegrænserne, og Bessels sfæroide fra 1840-erne, som byggede på mange europæiske gradmålingsdata, var derfor et stort fremskridt.
Briterne gennemførte i Indien meget omfattende gradmålinger, mest under ledelse af den walisiske geograf George Everest (1790-1866), som foruden verdens højeste bjerg fik opkaldt en reference-ellipsoide efter sig, Everest 1830, som er brugt til kortlægning af store dele af Asien. Den amerikanske geodæt John Fillmore Hayford (1868-1925) har lagt navn til den første verdensomspændende reference-ellipsoide, Hayford 1910, der som den første også tog hensyn til jordskorpens isostatiske ligevægt og som var ca. 3 gange nøjagtigere end Bessels sfæroide. Helmerts internationale ellipsoide fra 1906 skal også nævnes, men det blev Hayfords ellipsoide, som fik størst udbredelse, bl.a. fordi den dannede grundlag for den såkaldte Europæisk Datum 1950 ellipsoide (ED50), som var i brug indtil satellitmålingerne tog over.

### Satellit-geodæsi
Kort efter de første rumflyvninger i slutningen af 1950-erne begyndte man at bruge satellitter til opmåling af geoidens form. En satellits bane omkring jordkloden påvirkes nemlig af selv ganske små ændringer i tyngdefeltet, og hvis man kan foretage hyppige stedbestemmelser af satellitten i dens bane, vil disse bestemmelser kunne bruges til at beregne geoidens form mere nøjagtigt. En nøjagtigere geoideform kan omvendt bruges til mere præcise stedbestemmelser af satellitternes positioner, og på denne måde er der de seneste årtier vha. rumfart gjort meget store fremskridt inden for det, som tidligere udførtes som møjsommelige gradmålinger på landjorden. Udviklingen blev også hjulpet kraftigt på vej af den samtidige udvikling af computere, som kan bearbejde de meget store datamænger som indsamles. De mange data har afsløret, at jordklodens, og dermed geoidens form ikke er uforanderlig, men hele tiden ændrer sig. Denne dynamiske geodæsi viser, at polerne flytter sig en lille smule, at jordens rotationshastighed aftager en lille smule, og den er inden for pladetektonikken brugt til at bestemme, med hvilken hastighed jordens skorpeplader flytter sig i forhold til hinanden.
Satellitmålinger dannede fra begyndelsen af 1970-erne datagrundlag for de verdensomspændende WGS-ellipsoider, af hvilke den mest udbredte var WGS-84, som stadig er i brug mange steder. Det var WGS-ellipsoiden, det amerikanske militær brugte, da man i midten af 1970-erne udviklede GPS-teknologien, til brug ved positionering i militære sammenhænge. I slutningen af 1990-erne blev GPS-positionering gjort tilgængelig for offentligheden, de første år i en sløret udgave med mindre nøjagtighed, men fra 2000 med høj nøjagtighed, som i dag bl.a. muliggør, at mobiltelefoner kan stedbestemmes, hvilket udnyttes i et stort antal kommercielle apps, til både gavn og gene for brugerne.

### Målenøjagtighed
De første gradmålinger var naturligvis behæftet med stor usikkerhed, ofte mange procent, men med indførelsen af triangulation i 1600-tallet øgedes nøjagtigheden mærkbart, og Picards måling af afstanden mellem Paris og Amiens lå ca. 1 promille fra den rigtige. En måde at øge nøjagtigheden på var at gentage målingerne flere eller mange gange og vha statistiske metoder beregne gennemsnit af måleresultaterne, hvilket i midten af 1800-tallet havde bragt usikkerheden ned på en tiendedel promille. I begyndelsen af 1900-tallet kunne triangulationsvinkler bestemmes med en nøjagtighed på ca. ⅓ buesekund, dvs. ca. en titusindedel grad, mens basisliniers længder kunne bestemmes inden for en milliontedel. Ved nivellement af højdeforskelle var nøjagtigheden ca. 1 mm pr km, mens astronomiske breddebestemmelser lå inden for en tiendedel til en tyvendedel buesekund, svarende til ca. 1,5 til 3 m på jordoverfladen.
I vore dage kan afstande vha. laser-teknologi på landjorden måles med en nøjagtighed omkring 1 mm pr 10 km, men også satellitmålinger udføres med stor nøjagtighed.[kilde mangler] Satellitmålinger går grundlæggende ud på at bestemme hvor lang tid en radiobølge bruger på at tilbagelægge afstanden mellem satellit og forskellige målestationer på jorden, og nøjagtige ure er derfor helt centrale i denne teknologi. De geodætiske satellitter, af hvilke der i dag findes flere hundrede, bevæger sig i deres baner om jorden med forholdsvis høj hastighed, og for at øge målenøjagtigheden har det vist sig nødvendigt at korrigere tidsmålingerne for den tidsforkortning for rumfartøjer som er en følge af Einsteins relativitetsteori.

## Skønlitteratur
Den franske forfatter Jules Vernes bog fra 1872 Aventures de 3 Russes et de 3 Anglais dans L'Afrique australe handler om en engelsk-russisk gradmåling i Kalahari-ørkenen i det sydlige Afrika (der som én af deltagerne har en oberst Everest). Gradmålingen kompliceres, da der udbryder krig mellem England og Rusland, og bogen kan opfattes som et vidnesbyrd om den militære og politiske betydning, som gradmåling opnåede i løbet af 1800-tallet.